# 詩は絵のように
詩は絵のように（ラテン語: ut pictura poesis）は、詩学上の規則のひとつ。初出は古代ローマの詩人ホラティウスの『詩論』(Ars poetica)の一行。
バロック詩学において「詩は絵のように、絵は詩のように」と拡張された。レッシングはこれに反対する論文を書き、いわゆるラオコオン論争を行った。

## 文献
- レンサレアー・W・リー（森田義之、篠塚二三男訳）「詩は絵のごとく―人文主義絵画論」『絵画と文学』（中森義宗編）中央大学出版部　1984年
- 原著　Lee, Rensselaer W. Ut Pictura Poesis, The Humanistic Theory of Painting. New York: W. W. Norton & Co., Inc. 1967